# C/2013 P3 (Palomar)
C/2013 P3 (Palomar) — одна з гіперболічних комет. Ця комета була відкрита 9 серпня 2013 року; вона мала 18.9m на час відкриття.